# Smart lock

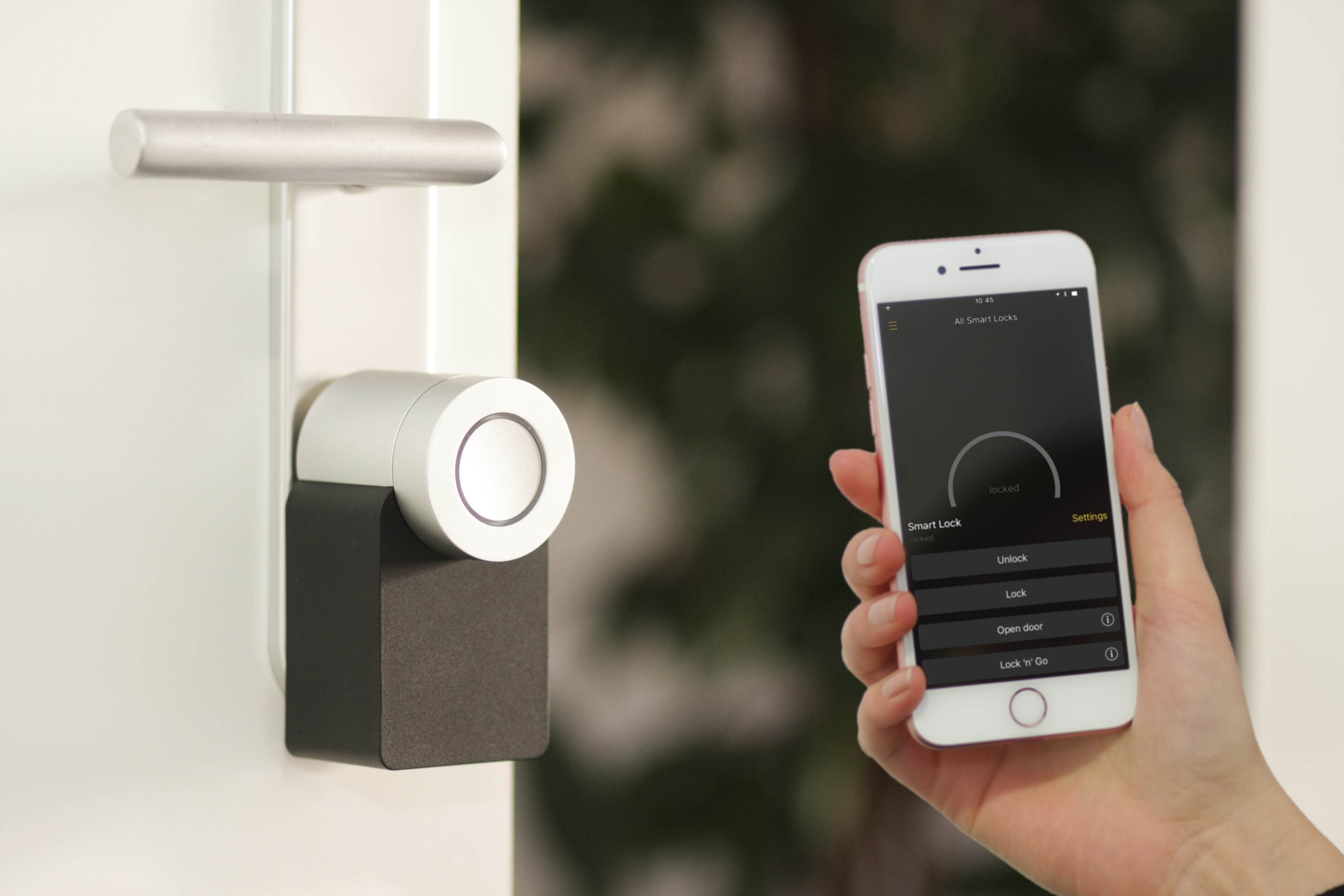
Een Nuki Smartlock wordt bestuurd door een iPhone.

Een smart lock of smartlock (Engels voor: slim deurslot) is een elektromechanisch slot dat kan worden ontgrendeld of vergrendeld door de invoer van een geautoriseerd apparaat. Deze invoer gebeurt door middel van een draadloos overdrachtsprotocol en een cryptografische key. In tegenstelling tot gebruikelijke draadloze sloten bewaakt een smart lock ook al het toegangsverkeer en kan het automatische acties instellen, zoals het melden van problemen aan andere apparaten.
Smart locks worden over het algemeen als onderdeel van een complex domotica beschouwd.

## Functie
Net zoals gewone sloten bestaan smart locks uit een slot en een sleutel. Het slot zelf verschilt niet wezenlijk van gebruikelijke sloten met bouten of staven, die voorkomen dat de deur wordt geopend. Sommige producenten maken nog steeds gebruik van het gewone slot. In dit geval is het smart lock in feite een opzetstuk dat, indien opgevraagd door de mobiele app of afstandsbediening, de eigenlijke sleutel omdraait en het slot vervolgens opent. Andere smart locks vervangen (een gedeelte van) het bestaande slot. Er kan dan ook voor worden gekozen het sleutelgat aan de buitenzijde weg te laten, waardoor het slot uitsluitend met een app of code kan worden bediend.

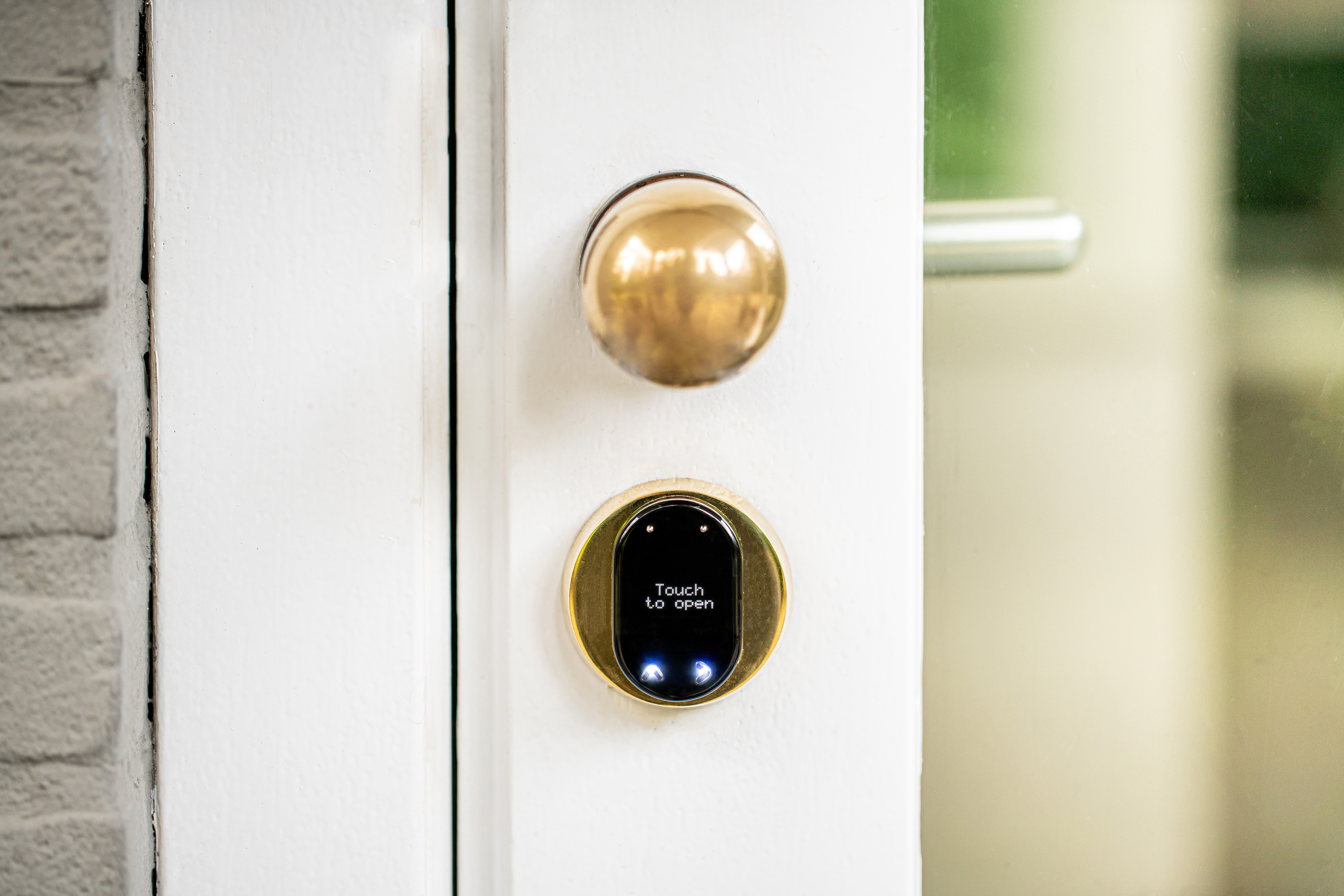
Een LOQED Smart Lock heeft geen sleutelgat en wordt uitsluitend met een app of code bediend.

In tegenstelling tot het slot is de sleutel niet fysiek, maar een digitale code. Deze moet van een geautoriseerd apparaat via een draadloze interface aan het Smart Lock worden overgedragen, zodat het kan worden geopend. Als apparaat worden hierbij enerzijds smartphones gebruikt, waarop de respectieve app werd geïnstalleerd. Anderzijds ondersteunen de meeste smart locks ook speciale "key fobs" (eng: sleutelhangers), die de bijbehorende code naar het slot overdragen.
Bij veel smart locks is het niet nodig dat de smartphone in de buurt is. De overdracht kan ook via het internet worden gedaan. Op die manier kunt u het slot ook onderweg vergrendelen of gasten in huis laten.
De code die wordt gebruikt om het smart lock te openen is uniek, zodat het smart lock het apparaat eenduidig kan identificeren. Aan de ene kant is het mogelijk om te controleren wie het slot waar en wanneer heeft gebruikt. Aan de andere kant is het ook mogelijk om bepaalde apparaten slechts gedurende een bepaalde periode vrij te schakelen.

## Overdrachtsstandaarden
BluetoothBluetooth is de meest voorkomende standaard voor smart locks. Het grote voordeel van bluetooth als overdrachtsstandaard, is het lage stroomverbruik. Aangezien smart locks in de meeste gevallen op batterijen werken, is het stroomverbruik een gegeven waar rekening mee moet worden gehouden. Om te ontgrendelen is het noodzakelijk dat het apparaat aan het smart lock gekoppeld is. Dit is alleen mogelijk met apparaten die werden geautoriseerd door de beheerder. Ontgrendelen is alleen mogelijk over korte afstanden via bluetooth, een ontgrendeling via het internet is dus niet rechtstreeks mogelijk.
Z-WaveZ-Wave is een overdrachtsstandaard die speciaal werd ontwikkeld voor domotica en wordt gebruikt om met verschillende apparaten te communiceren. Voor grotere smart home-systemen biedt dit voordelen, maar het grote nadeel is dat smartphones hiermee bijvoorbeeld niet rechtstreeks kunnen communiceren, en dus alleen via een andere standaard met hub, die de signalen via Z-Wave doorgeeft aan het slot. Het feit dat Z-Wave-apparaten signalen naar elkaar doorsturen, maakt dat het bereik in vergelijking met het gebruik van bluetooth aanzienlijk hoger is met verschillende apparaten in huis.
Wi-FiSmart Locks die rechtstreeks verbinding maken met een Wi-Fi-router zijn eigenlijk niet gebruikelijk. Om de smart locks buiten het bereik van bluetooth of Z-Wave te kunnen gebruiken, worden echter hubs gebruikt die het smart lock verbinden met het Wi-Fi-netwerk en vervolgens met het internet. Naast de bediening via internet is een bijkomend voordeel dat smart locks met Wi-Fi-functie ook via smart assistants zoals Google Home, Amazon Echo of Siri kunnen worden bediend. Typische voorbeelden zijn hier de modellen van August Connect (Z-Wave) en Nuki Bridge (bluetooth).
NFCOp dit moment (stand: eind 2017) zijn ze nog niet op de markt, maar zijn ze in ontwikkeling: smart locks die gebruik maken van NFC voor de overdracht. Het voordeel hiervan is dat de smart locks zelf geen stroomvoorziening meer nodig hebben en goed overweg kunnen met de inductie-energie van de smartphone. De smartphone scant in dit geval de in het smart lock geïntegreerde RFID-tag. Daardoor werkt het NFC-smart lock precies andersom, waarbij niet de smartphone, maar het slot werkt als een reader.
BiometrieSommige smart locks gebruiken biometrische toegangscontrolefuncties. Maar dat is niet heel gebruikelijk.

## Veiligheid
Smart locks maken de onderliggende sloten niet meer of minder veilig. De deuren kunnen daardoor niet moeilijker of gemakkelijker worden opengebroken of worden gepickt. Ondanks dit feit hebben de smart locks bepaalde voordelen op het gebied van beveiliging. Zo kunnen nagenoeg alle huidige modellen registreren wanneer en met welk apparaat het slot werd geopend. Daarnaast kan in geval van diefstal of verlies van een smartphone, de "sleutel" voor het smart lock ongeldig worden gemaakt, wat niet mogelijk is met een mechanische sleutel.
Zoals bij haast alle smart home-apparaten, zijn er bedenkingen als het gaat om IT-beveiliging en mogelijke aanvallen van hackers. Beveiligingsexperten konden daadwerkelijk de meeste Smart Locks op de markt manipuleren. Tijdens een test eind 2016 in de Verenigde Staten konden slechts 4 van de 16 modellen de aanvallen tegenhouden. Hoewel het zelfs mogelijk was om wachtwoorden te lezen van sommige goedkopere modellen, was het bij andere modellen behoorlijk moeilijk, zelfs voor experts.
Anderzijds bevestigde een test van het onafhankelijke IT-beveiligingsinstituut AV-Test in 2017 dat het merendeel van de smart locks in Midden-Europa een goede tot uitstekende beveiliging kunnen bieden. Hoewel alleen het Oostenrijkse model Nuki een uitstekende beoordeling kreeg voor alle testgebieden, zouden echter in totaal 5 van de 6 geteste modellen hoogstens een theoretische kwetsbaarheid vertonen.